# Белое (Поставский район)
Белое (белор. Анкуды) — деревня в Воропаевском сельсовете Поставского района Витебской области Беларуси. Население — 16 человек (2019).

## География
Деревня расположена в 32 км от города Поставы и в 2 км от Воропаево.

## История
В 1909 году — в Поставской волости Дисненского уезда Виленской губернии, 10 дворов, 33 жителя, 30 десятин земли.
С октября 1920 года — в составе Срединной Литвы.
В результате советско-польской войны 1919—1921 гг. деревня оказалась в составе Дуниловичского повета Виленского воеводства (II Речь Посполитая).
В сентябре 1939 года деревня была присоединена к БССР силами Белорусского фронта РККА.
С 15 января 1940 года — в Воропаевском сельсовете Дуниловичского районе Вилейской области БССР.
В 1947 году — 25 хозяйств.
В 1963 году— 20 дворов, 64 жителя.
В 2001 году — 19 дворов, 42 жителя, в составе совхоза «Воропаево».